# Paqeja
Paqeja – wieś położona w południowo-wschodniej części Albanii w gminie Margegaj. Wieś znajduje się 119 kilometrów od stolicy państwa, Tirany.